# Bergen auf Rügen

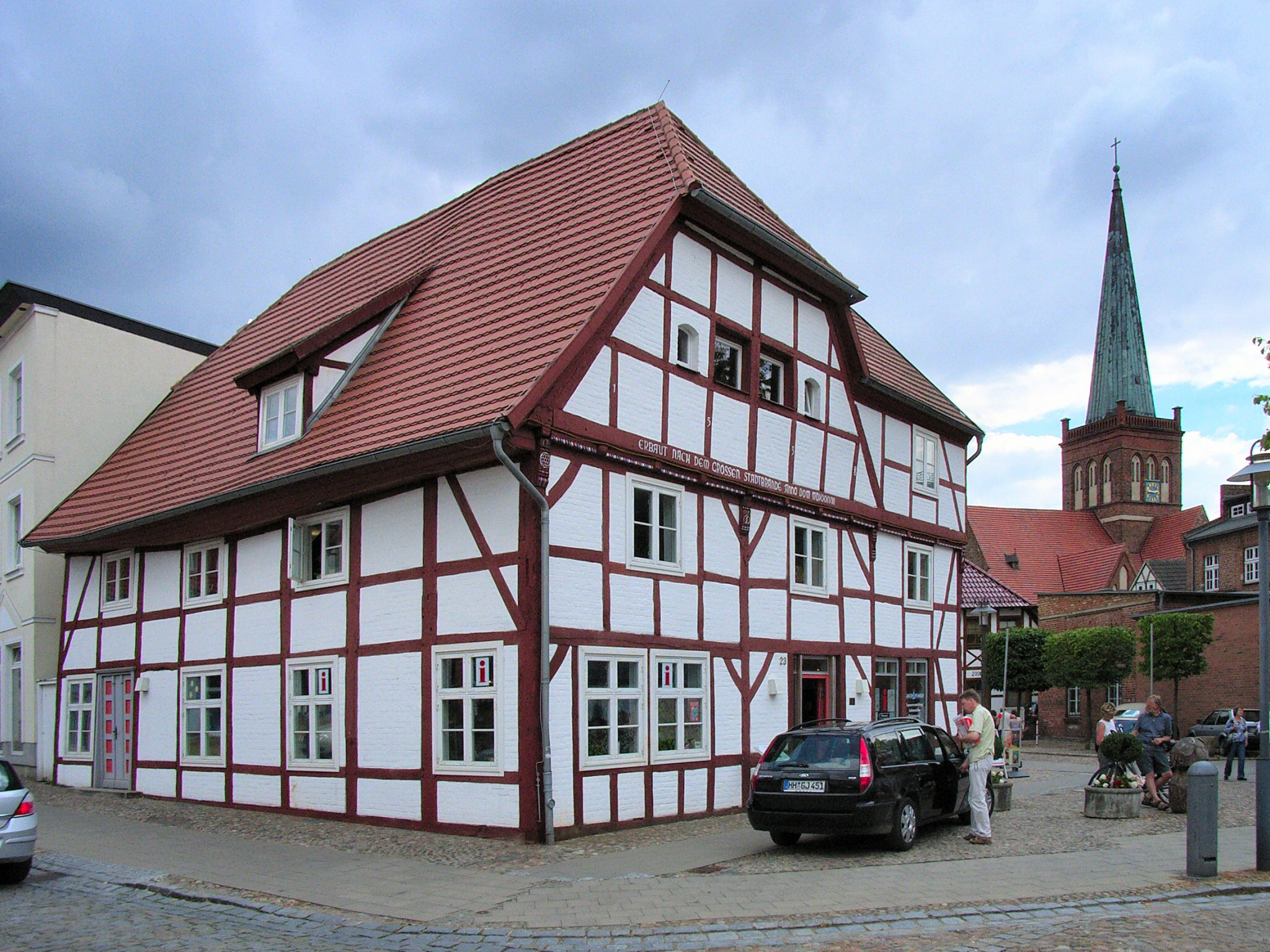
Turistbyrån i Bergen på ön Rügen, vid torget i stadens äldsta korsvirkehus från 1538. I bakgrunden Sankta Maria kyrka som började byggas år 1180.

Bergen auf Rügen är med cirka 14 000 invånare den största staden på ön Rügen i delstaten Mecklenburg-Vorpommern i nordöstra Tyskland. Staden tillhörde Svenska Pommern och var en del av Sverige mellan åren 1648 och 1814. Staden, som var huvudorten i distriktet Rügen fram till september 2011, ligger på en ås som blev kvar efter senaste istiden. Regionen kring staden kännetecknas av jordbruk.
Staden ingår i kommunalförbundet Amt Bergen auf Rügen tillsammans med kommunerna Buschvitz, Garz/Rügen, Gustow, Lietzow, Parchtitz, Patzig, Poseritz, Ralswiek, Rappin och Sehlen.

## Historia
Kort efter fallet av den slaviska tempelborgen vid Kap Arkona påbörjades 1168 en kyrka i området som idag tillhör staden. Kyrkan blev huvudsäte för ett kloster av Cisterciensorden och kring klostret växte ett samhälle fram. 1445 drabbades orten av en eldsvåda och efter reformationen 1534 ägdes klostret av hertigen av Pommern. 1613 fick Bergen stadsrättigheter.
På grund av trettioåriga kriget och pestepidemier minskade stadens befolkningstal till 400. I samband med den industriella revolutionen under 1800-talet fick staden järnvägsanslutning, postkontor, två mindre kraftverk och ett flertal företag.
Vid slutet av andra världskriget övergavs staden den 4 maj 1945 utan kamp till Röda armén. Under den östtyska tiden etablerade sig flera statliga företag som tillhör livsmedelsindustrin. Efter 1991 sanerades stadens historiska centrum och flera bostadskvarter.

## Befolkningsutveckling
Befolkningsutveckling  i Bergen på ön Rügen
Källa: 
,,

## Vänorter
- Svedala
- Oldenburg in Holstein
- Goleniów